# Solenostoma cryptogynum
Solenostoma cryptogynum là một loài Rêu trong họ Jungermanniaceae. Loài này được R.M. Schust. ex J.J. Engel mô tả khoa học đầu tiên năm 2007.